# Samyda
Samyda es un género con 70 especies descritas y 6 aceptadas de plantas con flores perteneciente a la familia Salicaceae.

## Taxonomía
Samyda fue descrito por Nikolaus Joseph von Jacquin y publicado en Enumeratio Systematica Plantarum, quas in insulis Caribaeis 4, 21, en el año 1760. La especie tipo es: Samyda dodecandra Jacq. 

## Especies aceptadas
- Samyda coriacea (Vent.) Poir.
- Samyda dodecandra Jacq.
- Samyda macrocarpa DC.
- Samyda mexicana Rose
- Samyda ramosissima (C. Wright ex Griseb.) J.E. Gut.
- Samyda rubra DC.
- Samyda yucatanensis Standl.